# Aurélie Tropez
Aurélie Tropez (* 1981 im Elsass) ist eine französische Jazzmusikerin (Saxophon, Klarinette), die sich auf den traditionellen Jazz spezialisiert hat.

## Leben und Wirken
Tropez, die in Südfrankreich aufwuchs, begann im Alter von acht Jahren mit klassischem Klarinettenunterricht. Fünf Jahre später gab sie mit den Jazzticots, einer Familienband, ihr Debüt im Jazz. Sie studierte klassisches Saxophon am Nationalen Konservatorium in Nizza und schloss das Studium mit Goldmedaillen in den Kategorien Instrumentalensemble und Kammermusik ab. Anschließend ging sie zum Jazzstudium zunächst nach Aix-en-Provence, anschließend nach Paris zu André Villéger.
Tropez arbeitete als freischaffende Musikerin im Duo Duaurélanta mit dem Pianisten Philippe Milanta, im New Parity Jazz Bazar von Marc Laferrière, den Julien Silvand All Stars, den Swingberries und gehörte langjährig zu Laurent Mignards Duke Orchestra (Battle Royal, Ellington French Touch), den Hot Berries und den Red Hot Reedwarmers (King Joe, Apex Blues, Red Hot Starters). International trat sie auch mit Cynthia Sayers Women of the World Jazz Band auf. 2017 erschien ihr Album Open the Door, das sie auch im eigenen Oktett auf dem Festival von Andernos präsentierte. Sie trat auch auf Festivals wie Jazz à Vienne, Jazz in Marciac, Saint Raphaël Jazz Festival oder Jazz à Ramatuelle auf und tourte in Mitteleuropa, Großbritannien und China. Sie ist überdies auf Alben mit China Moses/Raphael Lemonier, Robeurt Féneck, Stan Laferrière und Julie Saury zu hören. Tom Lord verzeichnet 22 Aufnahmen zwischen 2005 und 2019 in seiner Jazz Discography.